# 卵母細胞

卵細胞の成熟過程における染色体数の減少を示した図

卵母細胞（らんぼさいぼう、英:oocyte）は雌性生殖細胞であり、減数分裂により卵細胞となり、後に卵子へ分化する。卵子がovum（複数形:ova）なので混同せぬ様注意を要する。
卵母細胞は卵原細胞（または卵祖細胞）が有糸分裂で増殖した後肥大したものである。卵母細胞が第一減数分裂を終えた状態のものを卵娘細胞（らんじょうさいぼう）と呼び、または第一減数分裂を行う前の卵母細胞を一次卵母細胞、終えたものを二次卵母細胞とも呼ぶ。それぞれの卵娘細胞は卵細胞となり卵子へ分化する。
動物の場合は通常、一つの卵母細胞からは一つの卵子しか生じず、減数分裂で生じたそれ以外の細胞は極体と呼ばれ、後に消滅する。この過程は第一減数分裂複糸期（ディプロテン期）で一旦停止して卵子が必要になるまで卵核胞（germinal vesicle, GV）の状態を（マウスでは数ヶ月、ヒトでは十数～数十年）維持する。減数分裂の再開後、ゴカイなどの環形動物、軟体動物では第一減数分裂前期、尾索類、ヒトデ、多くの昆虫、環形動物のツバサゴカイでは第一減数分裂中期、両生類、硬骨魚類、多くの哺乳類では第二減数分裂中期で再び停止し、受精によって初めて第二極体が放出され、ウニでは減数分裂が終了してから受精する。そのため（受精後の第二極体放出までの）卵子と呼ばれているものの多くは正確には卵娘細胞である。
哺乳類の成長を終えた卵母細胞は卵胞から取り出されると成熟分裂を再開する。
| 動物種 | 成熟卵母細胞の直径(μm) |
| ------ | ---------------------- |
| ウシ   | 138-143                |
| ウマ   | 105-140                |
| ブタ   | 120                    |
| ヒツジ | 147                    |
| イヌ   | 135-145                |
| ヒト   | 130-140                |